# Syngrapha tibetana
Syngrapha tibetana är en fjärilsart som beskrevs av Otto Staudinger 1895. Syngrapha tibetana ingår i släktet Syngrapha och familjen nattflyn. Inga underarter finns listade i Catalogue of Life.